# Bar-Rakib

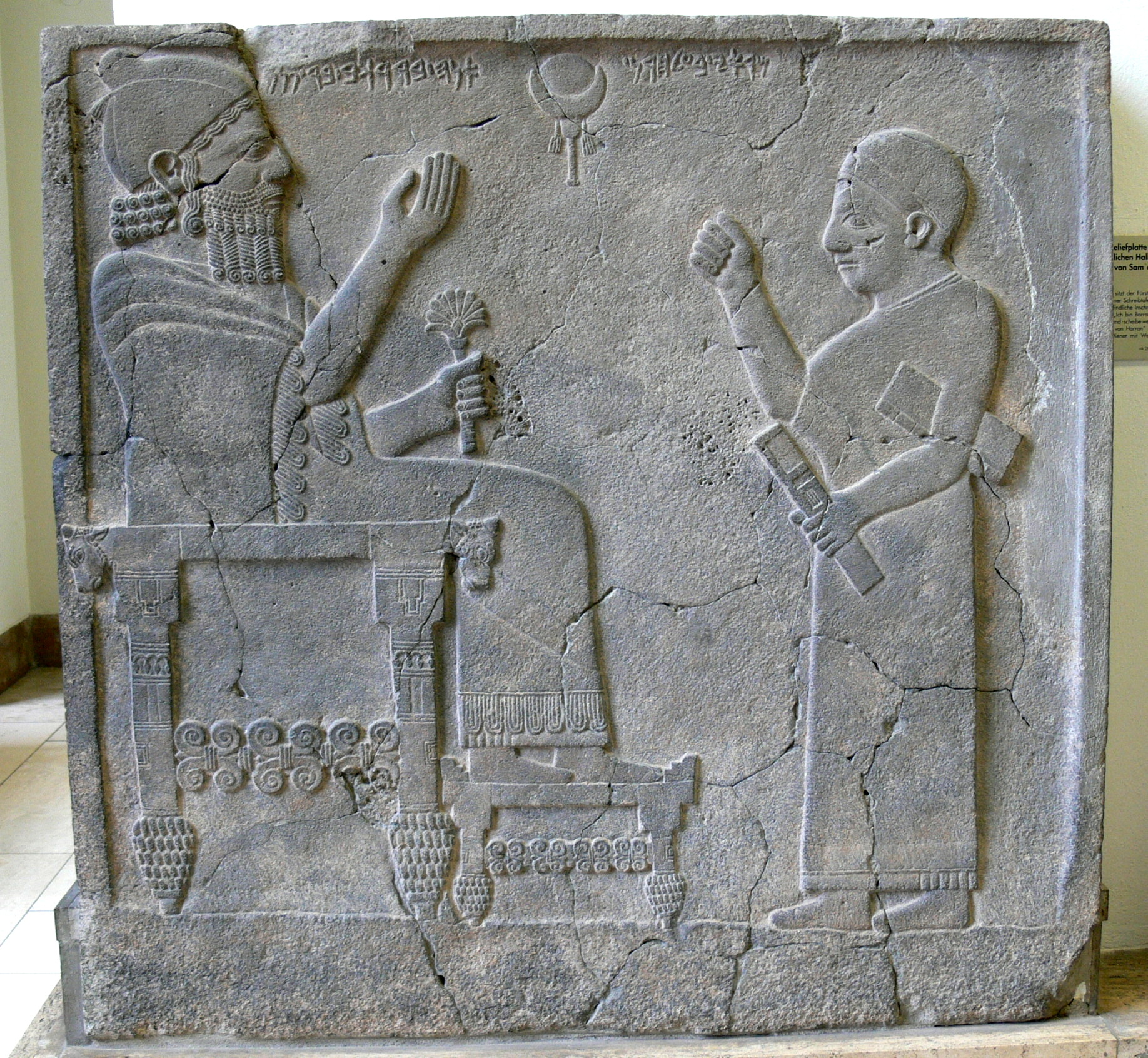
Orthostat Relief von König Bar-Rakib. Zincirli, c. 730 v. Chr. Pergamonmuseum, Berlin

Bar-Rakib war ab 733 v. Chr. König von Samʼal (Zincirli, Türkei). Er war Sohn des Panamuwa II. und wurde von Tukulti-apil-Ešarra III. auf den Thron gesetzt. Die Dauer seiner Regierungszeit ist nicht bekannt, da von ihm jedoch zahlreiche Gebäude errichtet und Monumente mit Inschriften hinterlassen wurden, muss diese hinreichend lang gewesen sein. Diese Dokumente berichten unter anderem über seine Familiengeschichte, woher bekannt ist, dass sein Großvater Panamuwa I. im Rahmen einer Familienfehde ermordet wurde.